# Джордж Юрій Райт
Джордж Юрій Райт (англ. George Yury Right, до 2018 року: Юрій Леонідович Нестеренко, нар. 9 жовтня 1972, Москва, РРФСР) — американський російськомовний письменник і поет.

## Біографія
Закінчив факультет кібернетики МІФІ з червоним дипломом.
У 2010 році емігрував із Росії до США , де у 2011 році отримав політичний притулок.
При отриманні американського громадянства змінив офіційне ім'я на George Right (повністю — George Yury Right), яке раніше використовував як літературний псевдонім; натомість ним стали ім'я та прізвище «Юрій Нестеренко».

## Погляди
В своїй творчості виступав з різкою критикою комунізму та Росії:
|  | Россия есть зло, причём — мирового масштаба. Зло должно быть уничтожено. Следовательно, всё, что направлено против России, есть благо. |

Позиціонує себе як атеїста, раціоналіста, космополіта, радикального антикомуніста і антиісламіста. Виступає непримиренним противником політичної системи, що склалася в Росії при президентах В. В. Путіні та Д. А. Медведєві.
Прибічник перегляду підсумків Другої світової війни і «розвінчання культу так званої Перемоги» .
Учасник всеросійського громадянського руху на захист свободи зібрань «Стратегії-31». Підписант багатьох відкритих листів і звернень російської опозиції, у тому числі в березні 2010 року — звернення «Путін повинен піти».
У російсько-грузинському конфлікті підтримує позицію грузинської влади, називаючи Росію агресором і вимагаючи негайного виведення російських військ із зони конфлікту.
Під час україно-російської війни виступив з різким осудом агресивної політики Росії:
|  | Какие, вашу мать, переговоры?! Всю эту нечисть — вешать на столбах! Пусть все подельники кремлевской своры Домой вернутся в цинковых гробах! Мучители, убийцы, мародеры, Насильники, бандиты, подлецы — Всей низости людской, людского сора Собравшиеся вместе образцы! Кого прощать? Какие коридоры? Как праведных найти среди чертей? Кто непричастен к грабежам? К террору? Не прятался за женщин и детей? Все холуи Хуйла и Хама-вора Пусть захлебнутся собственной войной, Пускай получат тот лишь мир — и скоро! — Который заслужили: мир иной. |

Принциповий противник сексу, що не служить цілям розмноження, вважає за необхідне його ліквідацію в світовому масштабі. Один із засновників «Міжнародного антисексуального руху» (IAM). Засновник і багаторічний модератор ехоконференції RU.ANTISEX мережі Фідонет. На думку Джорджа Райта, 

Секс — наркоманія, що протікає за класичним сценарієм, зі звиканням, ломками і неконтрольованими вчинками. Відмінність любителів сексу від наркоманів тільки в тому, що у перших наркотик виробляється самим організмом. Ще Гіппократ називав любов божевіллям. … У людини розумної істинним сенсом життя повинні бути творчість, пізнання і самовдосконалення.

У червні 2018 підтримав відкритий лист діячів культури, політиків і правозахисників із закликом до світових лідерів виступити на захист ув'язненого у Росії українського режисера Олега Сенцова й інших політв'язнів.

## Основні роботи
- Чёрная нежить — М.: Эксмо-Пресс, 2002.
- Время меча: Фантастический роман. — М.: АРМАДА: «Издательство Альфа-книга», 2002.
- Комитет по встрече (сборник). — М.: АСТ, 2003.
- Крылья: Фантастический роман. — М.: Эксмо, 2004.
- Пилот с Границы: Фантастический роман. — М.: Эксмо, 2006.
- Плющ на руинах: Фантастический роман. — М.: Эксмо, 2007.
- Личная неприкосновенность: Фантастический роман. — М.: Эксмо, 2009.